# Mxmtoon
mxmtoon, настоящее имя — Майя (род. 9 июля 2000 года) — американская инди-поп-певица, прославившаяся в 2019 году благодаря вирусному хиту «Prom Dress».

## Биография
Майя родилась и выросла в Области залива Сан-Франциско. Уже в девять лет у неё появилась электронная почта на Gmail, а ещё через несколько лет — собственный канал на YouTube, где девочка пыталась подражать любимым влогерам. Когда ей было 11 лет, Майя запустила аккаунт @mxmtoon в Инстаграме, где рисовала мультяшных персонажей для подписчиков. К девятнадцати годам она создала аккаунты в большинстве популярных социальных сетей, включая Tumblr, Soundcloud, Facebook, Vine, Twitter, Snapchat, Bandcamp, Pinterest, Twitch и TikTok.
В своём аккаунте mxmtoon Майя начала публиковать песни, исполненные под аккомпанемент укулеле. Вначале она пела кавер-версии известных композиций, но позже стала публиковать собственные песни. На протяжении двух лет её количество подписчиков постепенно росло, так что из простого увлечения пение стало для Майи полноценным бизнесом. Вокруг неё образовалась полноценная команда, включая менеджера, концертного агента, пресс-атташе и юриста.
В 2019 году собственными усилиями и без контракта с крупным лейблом Майя выпустила первый сольный альбом The Masquerade, который поддерживался стриминговым сервисом Spotify. Песни mxmtoon представляли собой минималистичный фолк-поп в духе Moldy Peaches или Регины Спектор. На песню «Prom Dress» был снят видеоклип, повествующий о жизни простой школьницы. Вслед за the masquerade Майя выпустила ещё два мини-альбома.

## Личность и убеждения
Свою настоящую фамилия Майя предпочитает держать в секрете. Она называет себя бисексуалкой и считает основной аудиторией своего творчества «цветных девушек или молодых людей, которые являются частью LGBTQ или во многом похожи на меня». Певица также выступала с протестами против социального неравенства и поддерживала такие  движения как Black Lives Matter.

## Дискография
- 2018 — plum blossom (EP)
- 2019 — plum blossom (ремикс-альбом)
- 2019 — the masquerade
- 2019 — the masquerade (ремикс-альбом)
- 2020 — dawn (ремикс-альбом)
- 2022 - rising

## Награды и номинации
- 2019 — Dork (Hype List 2020)
- 2020 — NME (NME 100)

## Разное
- Песни mxmtoon звучат в игре Life is Strange: True Colors